# 靚元亨
靚元亨（？—1966年1月6日），原名李雁秋，號稱寸度亨、小武王，清末民初的著名粵劇演員。

## 生平
早年出身自由陳少白、程子儀、李紀堂所創立的采南歌戲班。後來組織了永壽年戲班，在南洋一帶尋找人才，如陳非儂、馬師曾、薛覺先、廖俠懷、何劍秋。由於他的南派武功紮實，分寸不差，行內稱他為「寸度亨」。
1966年1月6日於新加坡逝世。

## 家族
其家族中有多人均在演藝界。
其中一名兒子李壽祺（原名李海明）是演員，亦曾擔任電影編劇、導演等職；李壽祺次子李國強亦曾任導演，幼子李國維曾當童星。
其他兒子名為李海佳、李錫波。來自其中一脈的孻孫李子奇是無綫電視藝員。